# Illosporium guttiforme
Illosporium guttiforme är en lavart som beskrevs av Speg. 1880. Illosporium guttiforme ingår i släktet Illosporium, ordningen köttkärnsvampar, klassen Sordariomycetes, divisionen sporsäcksvampar och riket svampar.   Inga underarter finns listade i Catalogue of Life.